# Fortunio (opéra)
Pour les articles homonymes, voir Fortunio.
Personnages
- Fortunio, clerc
- Maître André notaire
- Jacqueline sa femme
- Landry clerc
- Guillaume clerc
- Clavaroche capitaine
- Madelon servante
- Gertrude servante
- Maître subtil notaire
- De Verbois lieutenant
- D'Azincourt lieutenant

Airs
- Duo d'amour de Jacqueline et Clavaroche acte II
- Chanson de Fortunio acte III

Fortunio est un opéra d'André Messager, composé sur un livret de Gaston Arman de Caillavet et Robert de Flers à partir du Chandelier d'Alfred de Musset. Il fut créé à Paris, salle Favart, le 5 juin 1907.

## Rôles
| Rôle          | Tessiture | Première                 |
| ------------- | --------- | ------------------------ |
| Fortunio      | ténor     | Fernand Francell         |
| Jacqueline    | soprano   | Marguerite Guiraud-Carré |
| Landry        | baryton   | Jean-Alexis Périer       |
| Guillaume     | basse     | Gustave Huberdeau        |
| Madelon       | soprano   | Béatrice La Palme        |
| Maître Andre  | baryton   | Lucien Fugère            |
| Clavaroche    | baryton   | Hector Dufranne          |
| Gertrude      | soprano   | Marguerite Villette      |
| Maître Subtil | ténor     | Maurice Cazeneuve        |
| De Verbois    | barytone  | Paul Guillamat           |
| D'Azincourt   | ténor     | Gaston de Poumayrac      |

## Intrigue

### Acte I
Landry, clerc de Maître André, boit à son patron, notaire et heureux époux de la belle Jacqueline. Passe Maître Subtil avec son jeune neveu Fortunio auquel il vient d’obtenir un poste chez cet éminent confrère, mais celui-ci ne pense qu’à rentrer dans son village. Landry, son cousin plus âgé, lui prodigue des conseils pour sa nouvelle carrière, mais Fortunio reste renfermé dans sa timidité et ses rêves d’amour. On voit passer un régiment, avec à sa tête un nouveau commandant, le capitaine Clavaroche qui interroge ses camarades au sujet des possibles conquêtes féminines qu’offre son poste. Apprenant que Jacqueline est inaccessible, c’est sur elle, naturellement, qu’il jette son dévolu. Il l’aborde aussitôt, au sortir de la messe, se faisant éconduire. En fin stratège, il s’attire alors les faveurs de l’époux qui, impressionné par sa valeur, lui ouvre les portes de sa maison. La beauté de Jacqueline n’a pas échappé à l’œil de Fortunio, qui se voile soudain d’une intense émotion.

### Acte II
Au petit matin, Maître André réveille sa femme, alarmé : son clerc Guillaume aurait vu un homme entrer, la nuit, par la fenêtre de sa chambre. En femme avisée, Jacqueline recourt aux larmes, accusant son époux de la négliger, tout en rejetant l’accusation. Penaud, Maître André se retire sur la pointe des pieds, laissant Clavaroche sortir de l’armoire où il s’était caché. Le problème est cependant très grave, et il appelle une solution, celle-ci ayant pour nom : chandelier. Tel est le sobriquet dont on affuble un soupirant officiel, visible et imprudent, qui attire les soupçons, laissant dans l’ombre le véritable amant. Le candidat est tout trouvé : Fortunio, que Jacqueline aperçoit par la fenêtre en faisant sa toilette matinale. Au moment de recevoir les hommages matinaux des clercs, elle le fait sortir des rangs pour l’élever à celui de son humble serviteur. Pourtant, les déclarations enflammées du charmant garçon ont piqué le cœur de la coquette.

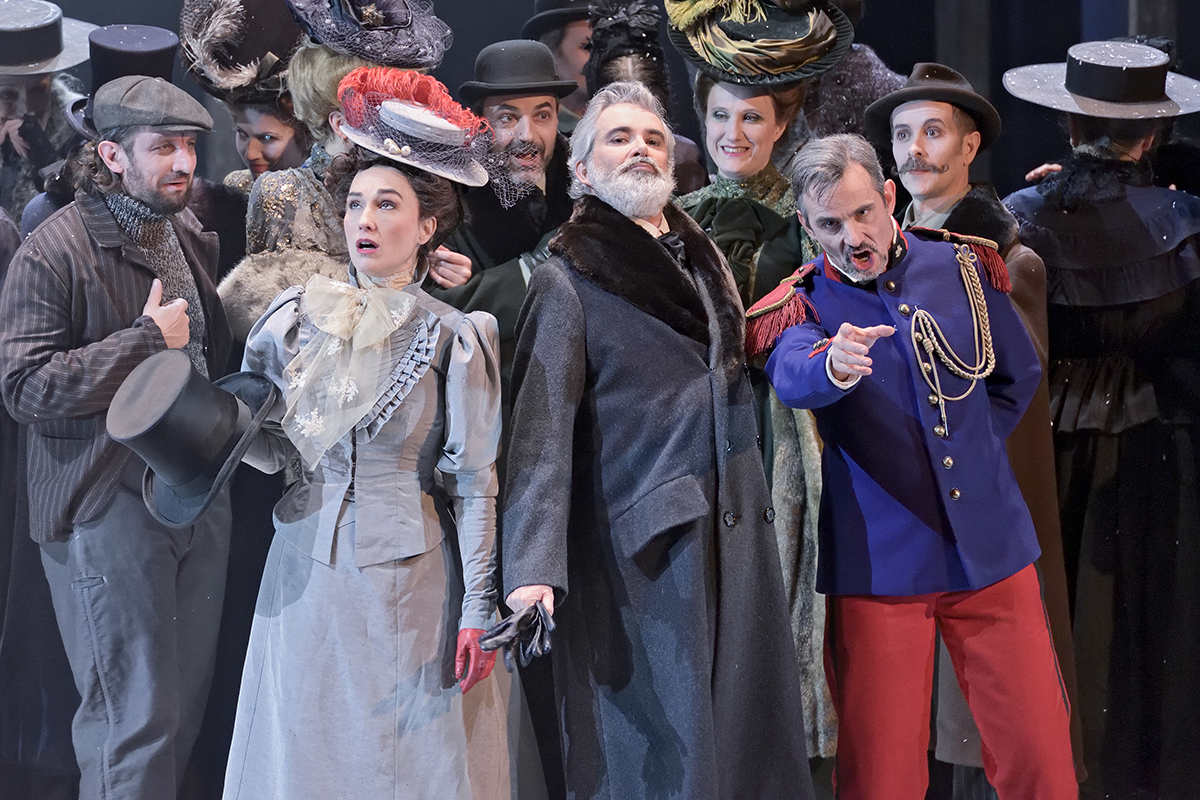
Jaqueline (A.C. Gillet), Clavaroche (J.S. Bou) et Maître André (F. Leguerinel) dans la production de l'Opéra Comique en Décembre 2019

### Acte III
Apprenant que Guillaume aurait vu un homme se faufiler dans la chambre de Jacqueline, Fortunio rêve d’être le protecteur des amours de la dame de son cœur. Il provoque ainsi les ricanements des autres clercs, mais peu lui importe : il préfère ses rêves à la dure réalité. La présence du “chandelier” aidant, Clavaroche en prend à son aise, s’installant de plain-pied à la table
de son cocu. Lors d’un dîner à quatre (la femme, le mari, l’amant et l’innocent adorateur), Fortunio ouvre son cœur dans une chanson. Sa beauté et son innocence finissent par avoir raison du cœur de Jacqueline qui le prend dans ses bras en lui avouant son amour. Un instant plus tard, cependant, en écoutant par hasard sa conversation avec Clavaroche, Fortunio comprend quel rôle on lui a fait jouer.

### Acte IV
Ayant appris que Maître André a tendu un piège à l’amant de sa femme, Clavaroche en a dirigé le mécanisme contre Fortunio, en lui envoyant un faux billet de Jacqueline, l’invitant à venir la rejoindre. Pour parer au danger, Jacqueline a dépêché sa fidèle Madelon afin qu’elle avertisse le jeune homme, mais il est trop tard ; certain qu’on ne l’aime pas, Fortunio, qui n’ignore rien du piège, est venu se jeter dans la gueule du loup. Jacqueline le détrompe : elle l'aime! Au son des pas de Maître André et de Clavaroche, elle cache son petit amoureux, mais non point dans la cachette que connaît son militaire. Ainsi, lorsque l’époux vient lui présenter ses excuses pour ses soupçons injustifiés et que l’amant constate que personne ne se cache dans l’armoire, elle peut les renvoyer sans se faire prendre. Mais non sans avoir tendu à Clavaroche, dépité, un chandelier pour éclairer le chemin de sa retraite…